# Gameloft
Gameloft (Euronext GFT) és una empresa editora i desenvolupadora de videojocs amb seu a París, França, amb oficines a arreu del món.
La companyia, fundada pels germans Guillemot, fundadors i amos de l'empresa líder en videojocs Ubisoft, principalment crea jocs per telèfons equipats amb Java, BREW i Symbian OS, com també per la plataforma N-Gage. Vivendi va comprar en 2015 una part de les accions de la companyia, i la va completar en 2016.

## Llista alfabètica de videojocs
- 1 vs 100
- 1000 Words
- Abracadaball (Bubble Buster)
- Air Strike 1944
- Alone at War (iOS, iPod Touch)
- American Gangster
- American Popstar: Road to Celebrity
- Assassin's Creed
- Assassin's Creed: Altaïr's Chronicles (iOS, Palm Pre)
- Assassin's Creed II
- Asphalt: Urban GT
- Asphalt: Urban GT 2
- Asphalt 3: Street Rules (N-Gage, samsung corby)
- Asphalt 4: Elite Racing (iOS, N-Gage, mobile, DSiWare)
- Asphalt 5 (iOS, Palm Pre)
- Asphalt 6: Adrenaline (iOS, Mac OS X[3])
- Asphalt GT: Nitro Racing (3DS)
- Battle for the White House
- Bailout Wars (iOS)
- Beowulf: The Mobile Game
- Blades of Fury (iOS)
- Block Breaker Deluxe (Wii, iOS, N-Gage, mobile)
- Block Breaker Deluxe 2
- Block Breacker 3:Unlimited
- Brain Challenge (Wii, iOS, DS, PS3, XBox, N-Gage, PSP, mobile)
- Brain Challenge 2 (iOS)
- Bridge Odyssey (iOS)
- Brothers in Arms (N-Gage)
- Brothers in Arms: Art of War
- Brothers in Arms DS
- Brothers in Arms: Earned in Blood[4]
- Brothers in Arms: Hour of Heroes (iOS, Palm Pre)
- Bubble Bash (iOS)
- Catz
- Castle Frenzy (iOS)
- Castle of Magic (iOS, Palm Pre, Nintendo DSi)
- Chess Classics (iOS)
- Chess and Backgammon Classics (iOS)
- Chessmaster
- Chuck Norris: Bring On The Pain
- Common Sense
- CSI: Miami (iOS, mobile)
- CSI: The Mobile Game
- Date or Ditch
- Date or Ditch 2
- Deal or No Deal (RU)
- Derek Jeter Pro Baseball 2008
- Derek Jeter Real Baseball (iOS)
- Desperate Housewives
- Diamond Rush
- Diamond Twister
- Die Hard 4.0
- Dogz (N-Gage)
- Driver (iOS)
- Driver: LA Undercover
- Dungeon Hunter (iOS, Palm Pre)
- Dungeon Hunter: Alliance (Playstation Network)
- Earthworm Jim (iOS, Palm Pre, PlayStation Network, Xbox Live Arcade)
- Ferrari GT: Evolution (iOS, mobile)
- Gangstar: Crime City
- Gangstar 2: Kings of L.A
- Gangstar: West Coast Hustle (Android, iOS, Palm Pre)
- Gangstar: Miami Vindication (Android, iphone, ipod touch)
- Ghost Mansion Party (Wii)
- Golden Balls
- Grey's Anatomy The Mobile Game
- Green Farm
- "GT: Motor Racing Academy" (iOS, Mobile)
- Guitar Legend
- Guitar Rock Tour (Nintendo DS, Nintendo DSiWare, iOS, mobile)
- Guitar Rock Tour 2 (iOS)
- Hero of Sparta (Nintendo DSi Ware, iOS, Palm Pre - PlayStation 3 and PSP as minis)
- Heroes
- James Cameron's Avatar: The Game (iOS, Palm Pre)
- Kevin Pietersen Pro Cricket
- KO Legends
- Las Vegas Nights
- Let's Golf! (iOS, Palm pre - PlayStation 3 and PSP as minis)
- Let's Golf! 2 (iOS, Mac OS X)
- Let's Go Bowling
- Lost
- Lumines Mobile
- Massive Snowboarding
- Megacity Empire
- Miami Nights: Single in the City (DS)
- Miami Nights: The city is yours
- Midnight Bowling (Wii, iOS, mobile)
- Midnight Bowling 2
- Midnight Hold'em Poker
- Midnight Play Pack (DS)
- Midnight Pool (Wii, iOS, N-Gage)
- Midnight Pool 2
- Midnight Pool 3D
- Might & Magic
- Might & Magic II
- Million Dollar Poker feat. Gus Hansen
- Modern Combat: Sandstorm (iOS, Bada, Palm Pre)
- Modern Combat 2: Black Pegasus (iOS)
- Mystery Mansion Pinball (iOS)
- My Life in New York
- Naval Battle: Mission Commander (iOS)
- NBA Pro Basketball 2010
- New York Nights: Success in the City
- New York Nights 2: Friends for Life
- NFL 2008 (DS)
- NFL 2009
- NFL 2010 (iOS, Palm Pre)
- Nightmare Creatures
- Ninja Prophecy
- Nitro Street Racing
- Nitro Street Racing 2
- N.O.V.A. Near Orbit Vanguard Alliance (iOS, Palm Pre, Android)
- N.O.V.A 2: The Hero Rises Again (iOS)
- Open Season
- Oregon Trail (Mobile, iOS, Palm Pre)
- Oregon Trai 2: Gold Rush
- Petz
- Paris Hiltons Jewl Jam
- Platinum Solitaire
- Platinum Solitaire 2
- Platinum Solitaire 3
- Platinum Sudoku
- Platinum Sudoku 2
- Power thirst the game
- Prince of Persia
- Prince of Persia Classic (Xbox Live Arcade, PlayStation Store)
- Prince of Persia: Harem Adventures
- Prince of Persia: The Sands of Time
- Prince of Persia: The Two Thrones
- Prince of Persia: Warrior Within (iOS)
- Prince of Persia: The forgotten sands
- Pro Golf 2007 3D
- Pro Moto Racing
- Pro Rally Racing
- Rayman (DSiWare, iOS, PlayStation Network, Windows Mobile, Palm Pilot)
- Rayman 3
- Rayman Bowling
- Rayman Garden
- Rayman Golf
- Rayman Kart
- Rayman Raving Rabbids
- Rayman Raving Rabbids TV Party
- Real Football 2006 (real Soccer 2006)
- Real Football 2007
- Real Football 2008
- Real Football 2009 (Nintendo DS, DSiWare, iOS)
- Real Football 2010 (Nintendo DSiWare, iOS, Palm Pre)
- Real Football 2011 (iOS)
- Real Rugby (Invictus mini game, Xbox)
- Reggie Bush Pro Football 2007
- Reggie Bush Pro Football 2008
- Rogue Planet (iOS)
- Sally's Studio
- Sexy Poker 2009 (Wii, Mobile)
- Sherlock Holmes: The Official Movie Game
- Shrek, Shrek 2, Shrek Forever After (iOS, iPod Classic, PlayStation Network, Xbox Live Arcade, Palm Pre)
- Shrek Kart (iOS, Palm Pre)
- Shrek the Third
- Siberian Strike
- Siberian Strike Episode II
- Skater Nation (iOS, Palm Pre)
- Skee-Ball
- Speed Devils
- Spring Break Fever
- Spider-Man: Toxic City
- Soul of Darkness (DSiWare)
- Surf's Up
- Tank Battles (PlayStation 3)
- Terminator Salvation (iOS)
- Texas Hold'Em Poker (Wii, Mobile)
- Texas Hold'em Poker 2
- The O.C.
- The Settlers (iOS, Palm Pre)
- Tokyo City Nights (Japan Only)
- Tom Clancy's Ghost Recon: Jungle Storm (U.S.)
- Tom Clancy's Ghost Recon Advanced Warfighter 2
- Tom Clancy's H.A.W.X (iOS, Palm Pre)
- Tom Clancy's Rainbow Six 3
- Tom Clancy's Rainbow Six Vegas
- Tom Clancy's Splinter Cell
- Tom Clancy's Splinter Cell: Chaos Theory
- Tom Clancy's Splinter Cell: Conviction (iOS)
- Tom Clancy's Splinter Cell: Double Agent
- Tom Clancy's Splinter Cell: Pandora Tomorrow
- Tropical Madness
- TV Show King (Wii, iOS, PlayStation 3)
- TV Show King Party
- Uno (iOS, Palm Pre, Nintendo DSi, Wii, PlayStation 3)
- Vampire Romance
- Wild West Guns (Wii)
- Wimbledon 2008 Official Game
- Wimbledon 2009
- Wonder Blocks (iOS)
- XIII
- XIII 2
- Xtreme Dirt Bike
- Zombie Infection
- Zombie Infection 2